# Jonas Poher Rasmussen
Jonas Poher Rasmussen (19 de mayo de 1981) es un cineasta danés, más conocido por su película documental nominada al Oscar Flee.

## Vida y carrera
Es originario de Kalundborg.
Anteriormente dirigió los cortometrajes Easa 2002: A Journey to Vis (2003), Something About Halfdan (2006), Closed Doors (2008), The Day After (2009) y House of Glass (2010), y las películas documentales Searching for Bill (2012) y What He Did (2015).

## Flee
El documental animado de 2021 Flee cuenta la historia de su amigo Amin, un refugiado afgano en Dinamarca, y fue una de las películas más aclamadas y premiadas de 2021.
Después de Flee, Rasmussen firmó con United Talent Agency y Anonymous Content para desarrollar nuevos proyectos. Su primer nuevo proyecto anunciado se basa en las novelas gráficas del escritor danés Halfdan Pisket.

## Reconocimientos
Flee fue nominada a Mejor Película Animada, Mejor Película Internacional y Mejor Película Documental en la 94.ª edición de los Premios de la Academia convirtiéndose en la primera película animada documental en ser nominada en estas tres categorías en una misma edición en la historia.